# Burbiszki
Burbiszki (lit. Burbiškiai) – wieś w Polsce położona w województwie podlaskim, w powiecie sejneńskim, w gminie Sejny.
| SIMC    | Nazwa     | Rodzaj    |
| ------- | --------- | --------- |
| 1011856 | Borysówka | część wsi |

W latach 1975–1998 miejscowość administracyjnie należała do województwa suwalskiego.
Miejscowość położona jest nad jeziorem Gaładuś, niedaleko granicy z Litwą. W miejscowości znajduje się stary litewski cmentarz. 